# Quýt Dancy

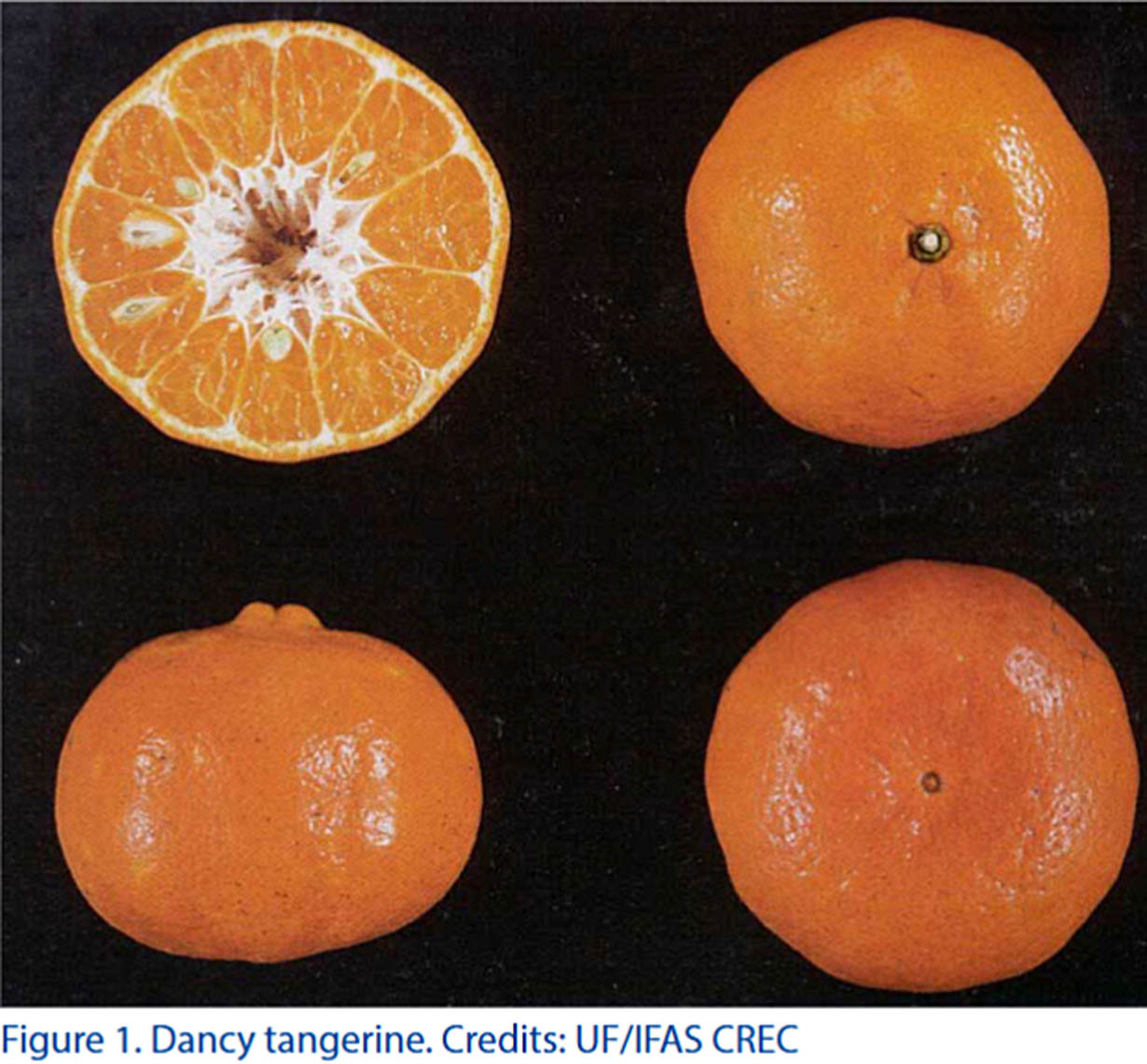

Quýt Dancy (mội loại quýt da có khóa kéo, cam găng tay trẻ em) là một trong những giống quýt lâu đời nhất và phổ biến nhất của Mỹ, nhưng hiện nay hiếm khi được bán.
Dancy có nguồn gốc từ năm 1867, là một cây giống được trồng bởi Đại tá Dancy. Nó được gọi là quýt vì giống mẹ của nó, quýt Moragne, được cho là đã đến từ Morocco.
Nó có hương vị đậm đà, ngọt vừa phải, và nước ép của nó có hương vị mạnh hơn nước cam. Nó được biết đến (và đôi khi được đặt tên) cho vỏ lỏng, dễ uốn, chủ yếu là do flavedo màu cam, với rất ít mesocarp đắng trắng (còn được gọi là albedo hoặc pith). Điều này cho phép vỏ được ăn tươi và được sử dụng để tạo hương vị cho các món ăn như thịt bò quýt. Dancy có thể là một quả quýt nguyên chất, không giống như nhiều giống cây có múi thương mại, nó là một giống lai.

## Phân loại
Chōzaburō Tanaka đã phân loại Dancy trong Citrus tangerina; ông nghĩ rằng nó là tương tự hoặc giống với obenimikan của Nhật Bản, và gần với quýt Keonla và Ladu của Ấn Độ.  Theo phân loại Swingle, Dancy được phân loại trong Citrus reticulata, thuộc nhóm quýt.

## Suy giảm thương mại
Cho đến những năm 1970, hầu hết quýt được trồng và ăn ở Mỹ là quýt Dancys. Nó không còn được trồng đại trà; nó quá tinh tế để vận chuyển tốt, nó dễ bị nấm Alternaria và nó chịu đựng nhiều hơn trong những năm thay thế;  lớp da mỏng cũng tồn tại trong kho, và rất khó thu hoạch bằng máy. Một số giống lai cũng cứng lạnh hơn Dancy.
2012 là năm đầu tiên kể từ năm 1874, không có quả Dancys nào được bán trên thị trường Mỹ. Các giống cây vẫn được bán rộng rãi bởi các vườn ươm để trồng sân sau.

## Con cháu lai
Dancy là cha mẹ của nhiều giống cây lai.

### Bưởi lai
- Minneola
- Orlando
- Sampson
- Seminole

### Cam lai
- Người lùn
- Mance tangor
- Pixie
- Frua (lai với một Pixie)

Dancy đã được cho là từ phấn hoa của các giống lai cây cha mẹ là Orri và Fortune, nhưng điều này không được duy trì bằng các xét nghiệm di truyền.